# دامناتس
دامناتس (به آلمانی: Damnatz) یک شهر در آلمان است که در نیدرزاکسن واقع شده‌است.

## خصوصیات
دامناتس ۱۶٫۲۵ کیلومترمربع مساحت دارد ۱۴ متر بالاتر از سطح دریا واقع شده‌است.